# Брянский рабочий (книжное издательство)
Бря́нский рабо́чий — советское государственное областное газетное и книжное издательство, существовавшее до 1963 года.

## История
Издательство «Брянский рабочий» было создано в Брянске как областное газетное издательство и с февраля 1949 года стало издавать также и книги.
Первый главный редактор издательства — брянский журналист С. И. Ильин. Редакторами «Брянского рабочего» в разное время работали И. Швец, Б. Файбисович, Л. Мирошкин, А. Якушенко, М. Кузнецова, А. Романюк.
В 1963 году книжная редакция издательства «Брянский рабочий» была присоединена к Брянскому отделению вновь созданного на базе Тульского книжного издательства в Туле укрупнённого регионального Приокского книжного издательства, куда кроме «Брянского рабочего» и Тульского книжного издательства вошли Калужское и Орловское книжные издательства.